# Талпа, Игорь Афанасьевич
Игорь Афанасьевич Та́лпа (рум. Igor Talpa; 5 января 1948, Пенза, РСФСР, СССР — 5 марта 2005, Москва) — российский кинорежиссёр, сценарист, продюсер, оператор молдавского происхождения.

## Биография
Родился 5 января 1948 года в Пензе в семье офицера Советской Армии и артистки Пензенского театра оперы и балета. Окончил школу в Кишинёве. Профессия отца и его частые перемены места службы (Пенза — Москва — Чукотка — Одесса — Кишинев) не могли не отразиться на судьбе Игоря и его творчестве.
Окончив школу в Кишинёве, пошёл работать осветителем на киностудию «Молдова-филм», а затем служил в Советской армии. После службы в армии поступил на факультет журналистики Кишинёвского университета, который закончил в 1973 году. В кино он пришёл не сразу. После окончания университета преподавал на факультете журналистики историю кино, телевизионную журналистику, даже начал работать над кандидатской диссертацией.
Затем он стал редактором молодёжных программ на Молдавском телевидении, где снял несколько документальных фильмов, позже стал режиссёром «Телефильм-Кишинэу», и, обосновавшись в жанре телевизионной документалистики, перешёл режиссёром на киностудию «Молдова-филм».
За советский период И. Талпа снял почти пятьдесят телевизионных документальных фильмов, из них  десять полнометражных. Кинопублицистика Игоря Талпы освещала острые темы. Широкий резонанс и признание получили, например, такие его работы, как "Как разомкнуть круг", «Отрицание отрицания», «Антиномия». К концу 1980-х годов Игорь Талпа уже становится известным мастером.  Две его документальных ленты («Руководить — это просто» и «Судьба моя — граница») получили призы Всесоюзного фестиваля телевизионных фильмов.
В 1988 году Талпа получил предложение Кинофонда СССР организовать и возглавить творческо-производственное объединение (ТПО) "Фаворит". Он становится его генеральным директором и художественным руководителем. За несколько лет "Фаворит" выпустил восемь фильмов.
В 2004 году Игорь Талпа удостоен звания «Человек года» в области телевидения за создание телесериала «Сармат».
Погиб в Москве 5 марта 2005 года в 17:30 вечера за рулём собственного автомобиля (инсульт). 
Похоронен на Алексеевском кладбище в Москве.

## Режиссёрские работы
- 1993 — Поезд в Калифорнию
- 1994 — Наваждение
- 1997 — Рикошет
- 1997 — Танго над пропастью
- 1999 — Возвращение Титаника
- 1999 — Мужской характер, или Танго над пропастью 2
- 2000 — Особый случай
- 2001 — Двенадцатая осень (другое название «Ахиллесова пята»)
- 2002 — За кулисами
- 2003 — Оперативный псевдоним
- 2004 — Искушение Титаника
- 2004 — Сармат

## Сценарист
- 1993 — Поезд в Калифорнию
- 1997 — Танго над пропастью
- 1999 — Возвращение Титаника
- 2001 — Двенадцатая осень (другое название «Ахиллесова пята»)
- 2003 — Оперативный псевдоним
- 2004 — Сармат
- 2005 — Оперативный псевдоним 2. Код Возвращения
- 2006 — Червь

## Продюсер
- 1991 — Водоворот
- 1993 — Поезд в Калифорнию
- 1999 — Возвращение Титаника
- 2004 — Рокировка